# Villa Parque Girado
Villa Parque Girado es una localidad argentina ubicada en el Partido de Chascomús, provincia de Buenos Aires. Se encuentra en el extremo Sur de la laguna de Chascomús, 11 km al sur de la ciudad de Chascomús, y casi sobre el arroyo Girado que sirve de desagüe a la laguna de Chascomús.
El entorno es semirrural y cuenta con una escuela primaria. Cuenta con cabañas que aprovechan la cercanía de la laguna.

## Población
Cuenta con 93 habitantes (Indec, 2010), lo que representa un incremento del 24% frente a los 75 habitantes (Indec, 2001) del censo anterior. Durante el censo nacional del INDEC de 1991 fue considerada como población rural dispersa.
| Gráfica de evolución demográfica de Villa Parque Girado entre 1991 y 2010 |
|                                                                           |
| Fuente: Censos nacionales del INDEC                                       |